# Descente de la Courtille
 (mai 2024).
Pour les articles homonymes, voir Courtille.

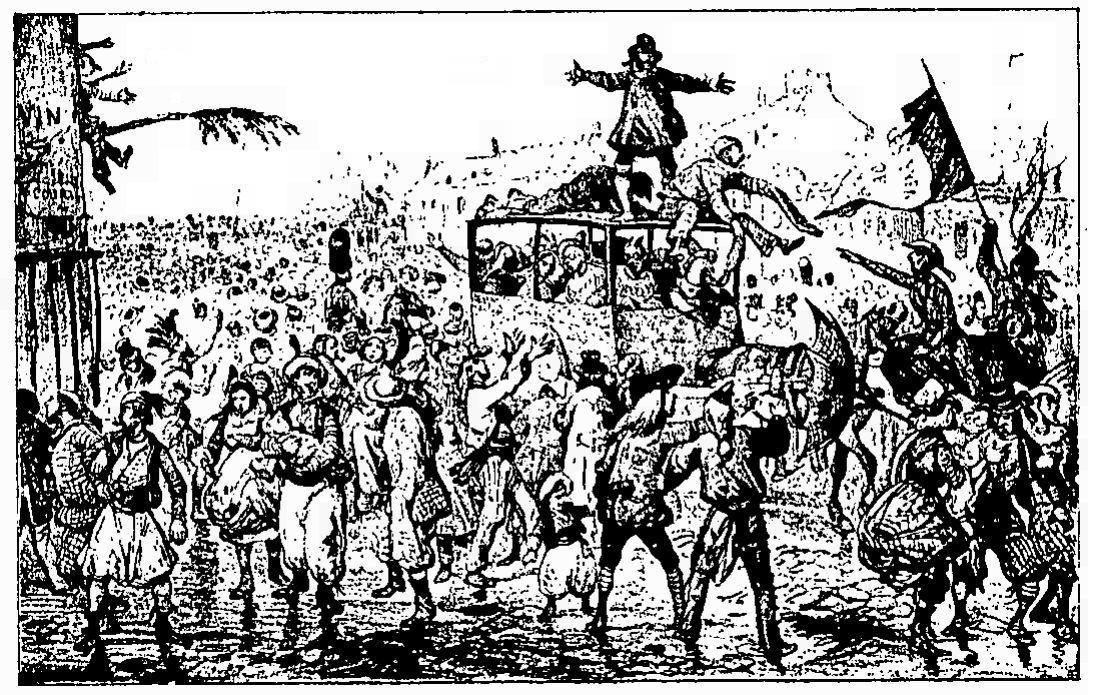
La descente de la Courtille, gravure datant de 1839.

La descente de la Courtille reste avec la Promenade du Bœuf Gras et le cortège de la Reine des Blanchisseuses un des trois cortèges centraux du Carnaval de Paris. À la différence des deux autres, la descente de la Courtille n'a existé que durant une quarantaine d'années au XIXe siècle.

## Toponymie
Courtille est issu de l'ancien français courtil, « petite cour », désignant généralement un jardin clos attenant à une maison.

## Histoire

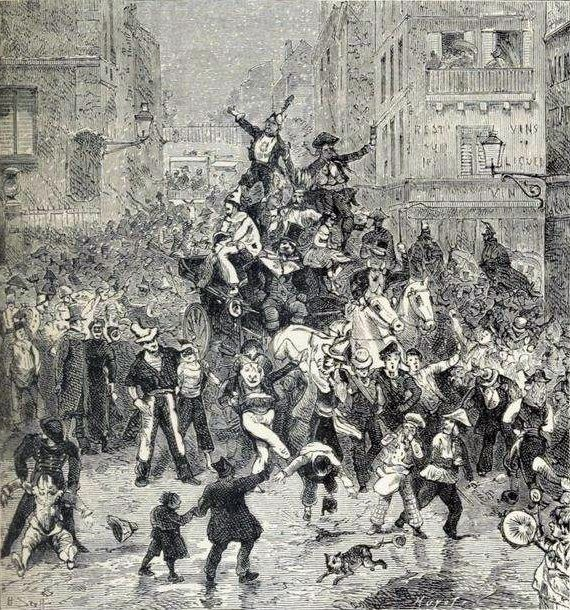
La Descente de la Courtille, gravure du XIXe siècle.

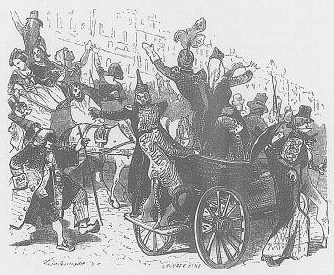
Scène de la Descente de la Courtille en 1843.

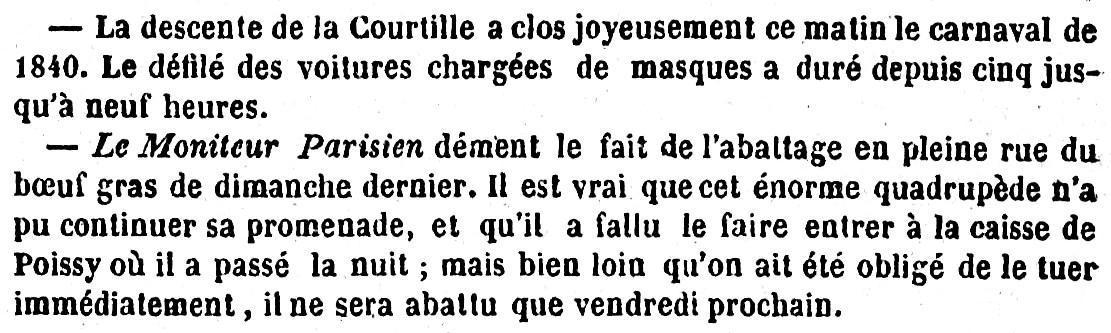
Le Constitutionnel, daté du 5 mars 1840 parle de la descente de la Courtille qui vient de se dérouler.

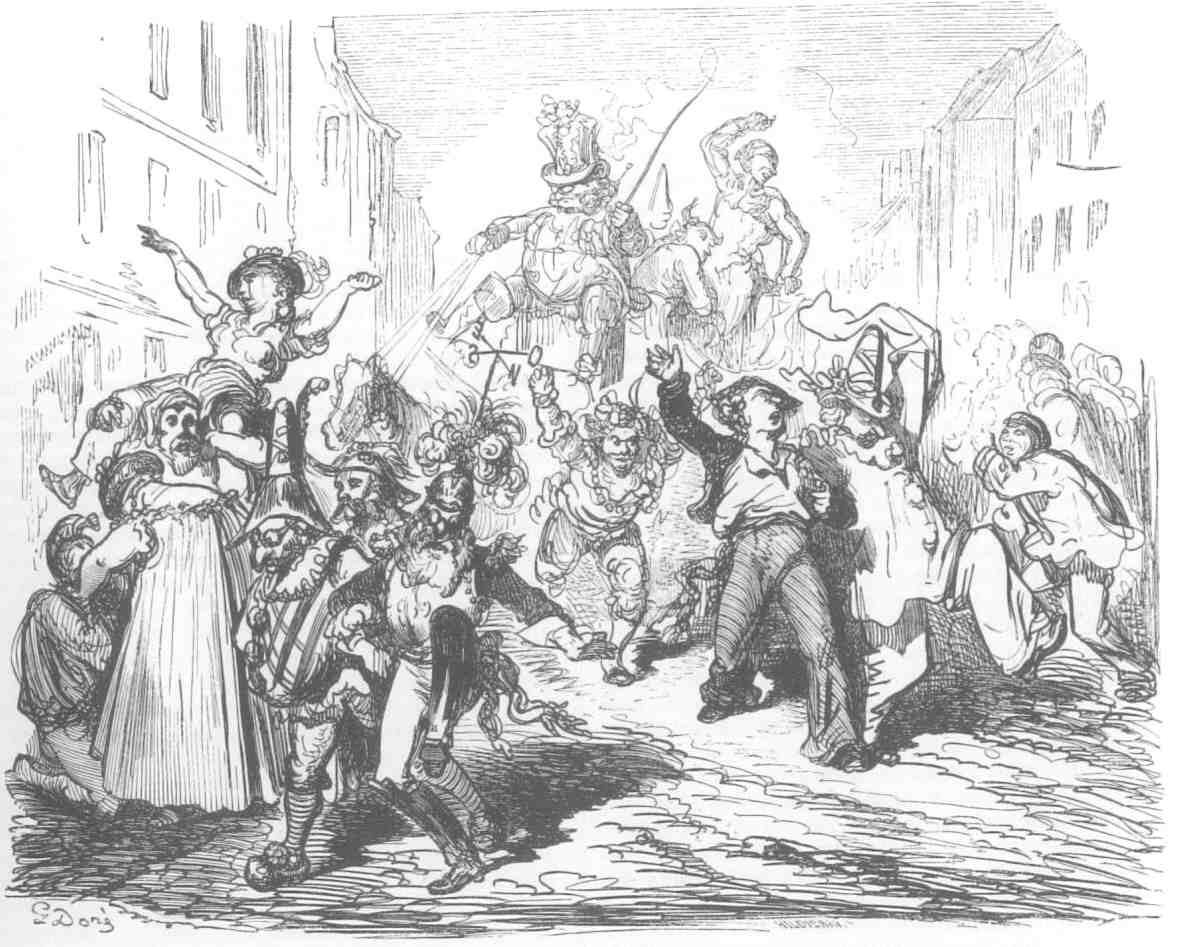
La Descente de la Courtille vue par Gustave Doré en 1860.

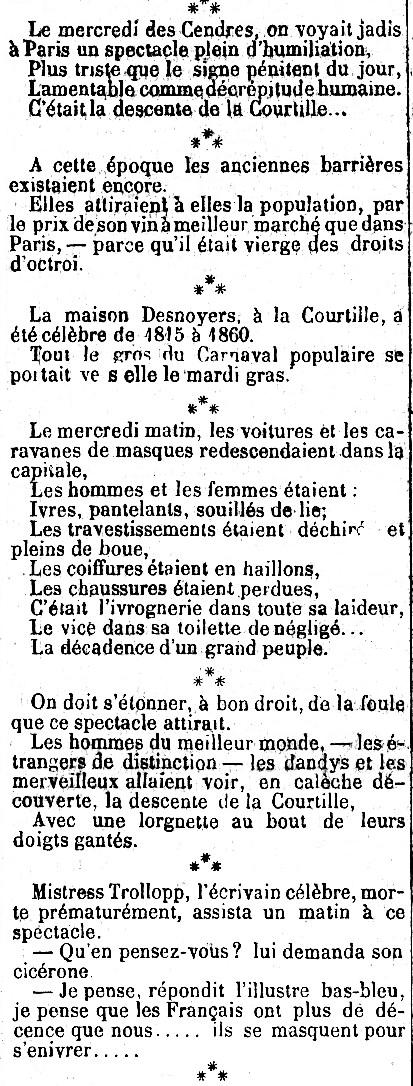
Le Petit Journal, du 10 février 1864 parle de la descente de la Courtille et sa disparition après 1860.

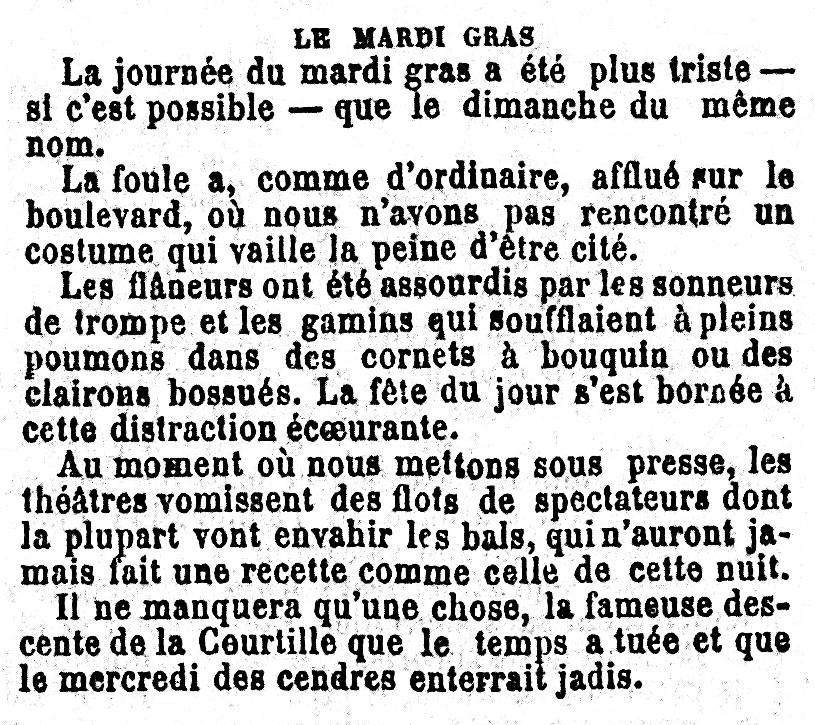
Le Gaulois, du 11 février 1875 regrette la disparition de la descente de la Courtille.

En 1788, Paris finit d'être entouré par le mur des Fermiers généraux. Il y avait beaucoup de guinguettes près des barrières juste après la sortie de Paris. Si on avait économisé assez d'argent durant la semaine on venait y faire la fête le dimanche et aussi le lendemain, jour de la Saint Lundi. Car les Parisiens doublaient leur repos dominical en chômant le lendemain.
Le moment le plus intense des réjouissances aux barrières c'était bien sûr la période du Carnaval de Paris. Cette période durait depuis le 11 novembre, jour de la Saint Martin, jusqu'aux jours gras en février-mars. Le paroxysme de la folie festive était atteint avec les jours gras qui prenaient fin avec la grande fête qui durait toute la nuit du mardi gras au mercredi des Cendres. Le matin des Cendres les guinguettes fermaient et on descendait des barrières dans Paris.
Ce phénomène certainement toujours bruyant et agité (on buvait dans les guinguettes du vin qu'on achetait au litre) prit une ampleur gigantesque et une forme organisée en 1822 à la barrière de Belleville.
Celle-ci était la plus réputée des barrières par le nombre et la qualité des lieux de plaisir de la Courtille[réf. nécessaire] située juste là à la sortie de Paris.
Cette année-là les membres de la troupe du Cirque Moderne eurent l'idée de rentrer dans Paris en parade. Comme ils avaient passé la nuit à fêter Carnaval tout en haut de la rue de Belleville dans le village du même nom, la parade passa devant la masse des fêtards de la Courtille qui sortait des guinguettes qui fermaient. La foule emboîta le pas. Ce fut la première édition de la très célèbre descente de la Courtille.
L'événement frappa les esprits. Par la suite et chaque année la foule s'accrut. D'autant plus que durant la nuit du mardi gras au mercredi des Cendres et le matin de celui-ci on accourait de tous les bals du Carnaval de Paris, les plus chics comme les plus populaires, pour participer à la fameuse parade.
Cette parade fut immortalisée par des gravures et peintures. Artus Despagne a daté son tableau La descente de la Courtille de 1823. Il s'agit donc soit de la première parade de 1822 dont la peinture est achevée en 1823, soit de la seconde parade, qui se déroula en 1823. Ce tableau est exposé au musée Carnavalet à Paris.
La parade mettait bien deux heures pour effectuer le trajet suivant, de direction générale NE/SO :
- départ : barrière de Belleville (aujourd'hui en haut de la rue du Faubourg du Temple, au niveau du métro Belleville),
- rue du Faubourg du Temple,
- place du Château d'Eau (aujourd'hui place de la République),
- rue du Temple,
- arrivée : place de l'Hôtel-de-Ville.

Les spectateurs s'agglutinaient le long du parcours. Des malins louaient très cher des places à leurs fenêtres ou sur de petits escabeaux installés dans les terrains vagues.
La descente de la Courtille se répéta tous les ans et exista durant bien longtemps. Elle se passa très vite de la troupe du Cirque Moderne, car ce cirque fut détruit par un incendie et sa troupe ne reparut plus à la parade qu'elle avait fait naître.
La Presse, le 25 février 1852, se plaint de l'envahissement du Carnaval de Paris par la publicité. À cette occasion, le journal parle de la descente de la Courtille : ... « aujourd'hui, on ne fait plus que des affaires, n'est-à-dire de la publicité. Nous ne serions pas surpris que le personnel de cette grande débâcle carnavalesque qui s'appelle la descente de la Courtille se composât en grande partie, demain matin, d'hommes-affiches, de colporteurs de prospectus et de crieurs d'adresses. »
Le 8 février 1854, Le Nouvelliste nous apprend que la descente de la Courtille va apparaître à Paris sur la scène du théâtre des Variétés :
Le théâtre des Variétés répète activement le Carnaval partout, vaudeville en quatre actes, à grand spectacle, de MM. Clairville et Bernard Lopez. Tous les principaux comiques de la troupe, Kopp, Ch. Pérey, Lassagne, Danterny, et Mlles Scriwaneck, Virginie Duclay, Potel, joueront dans cette joyeuseté carnavalesque dont une mise en scène inusitée sur les théâtres de genre va encore rehausser l'éclat. On cite surtout comme tableaux pittoresques une Descente de la Courtille et le Carnaval de Rome.
Quand la descente de la Courtille a-t-elle disparu finalement du paysage parisien ? Quand a-t-elle connu son ultime édition ? C'est difficile à préciser exactement. Ce qui est certain c'est que dans son « Histoire de la folie humaine, le carnaval ancien et moderne », ouvrage datant de 1855, Benjamin Gastineau affirme que la descente de la Courtille existe toujours.
Ce que les Parisiens venaient chercher à la Courtille et aux autres barrières de Paris c'était des plaisirs moins chers, car hors Paris et non taxés par l'octroi. Celui-ci allait bientôt s'appliquer à Belleville et la Courtille. L'événement est déjà annoncé en 1858 dans une chanson :
De ce joyeux dîner

Nous garderons mémoire ;

Mais pour le couronner,

Empressons-nous de boire ;

Car l'octroi de Paris,

Étendant sa carrière,

Compte augmenter le prix

Des vins de barrière.
En janvier 1860, l'extension de Paris qui engloba la Courtille et Belleville porta un coup fatal aux établissements de plaisir de la Courtille ainsi qu'aux guinguettes des autres barrières de Paris et par voie de conséquence à la descente de la Courtille.
Elle résista plusieurs années. En 1864 Alfred Delvau dans son livre Cythères parisiennes écrit « La descente de la Courtille est en train de rendre l'âme parisienne qu'elle avait avalée de travers. Cette tradition se perd d'année en année, comme tout d'ailleurs ce qui jure avec nos goûts, sans que nous soyons devenus plus moraux. » Ce qui prouve qu'à cette date on descendait encore la Courtille.

## Les détracteurs
La descente de la Courtille a connu des détracteurs. Elle est essentiellement stigmatisée comme un lieu d'intempérance alcoolique et populaire. L'alcoolisme au Carnaval n'était pas alors l'apanage des milieux populaires. Sur les estampes de Gustave Doré consacrées au très renommé Bal de l'Opéra, se remarquent quantité de soûlards chics.
Les critiques de la descente de la Courtille ont pratiqué aussi une politique consistant à affirmer qu'elle n'existe plus ou guère, en des temps où elle existait encore. À lire certains d'entre eux l'événement a cessé d'exister dès 1838. Un ouvrage de 1848 déclare qu'il n'y a plus rien de significatif depuis au moins 25 ans. Affirmations fausses, car contradictoirement, Le Constitutionnel écrit en 1840, juste après la fin du Carnaval de Paris : « La descente de la Courtille a clos joyeusement ce matin le carnaval de 1840. Le défilé des voitures chargées de masques a duré de cinq jusqu'à neuf heures. »

## Description de la descente de la Courtille en 1830

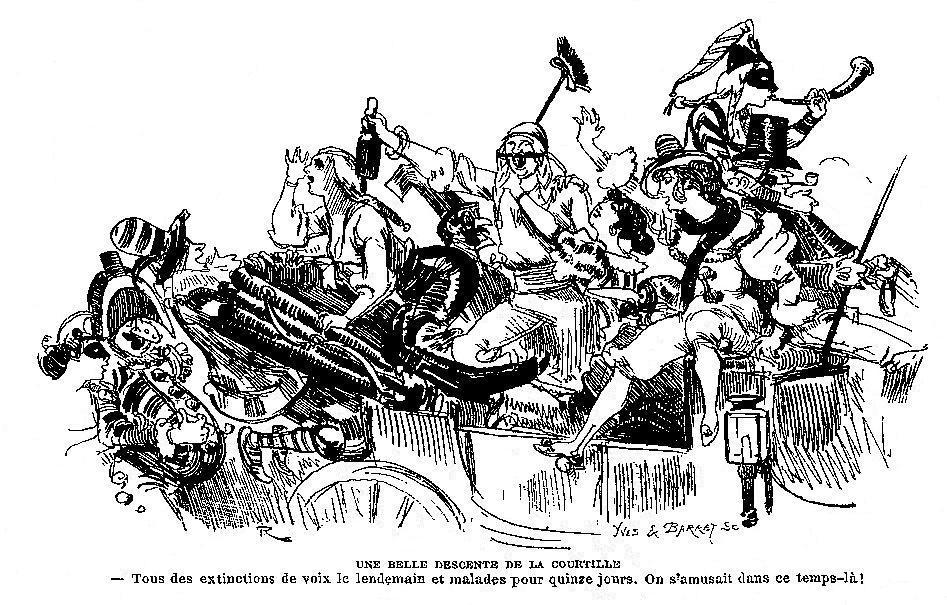
Évocation de la Descente de la Courtille faite par Albert Robida en 1885.

Extraite de Promenade à tous les bals publics de Paris, barrières et guinguettes de cette capitale, ou revue historique et descriptive de ces lieux par M. R***, habitué de toutes les sociétés dansantes de Paris et des barrières - Paris, Terry jeune, Libraire 1830 – Pages 168-170 :
Mais c'est le mercredi des cendres qu'il est beau de voir la Courtille. Sur les sept ou huit heures du matin, ceux qui ont passé la nuit du mardi gras à la barrière n'attendent plus, pour rentrer dans la capitale, que l'arrivée des masques des différens bals de Paris. Bientôt ils arrivent en foule chez Desnoyez, et, après s'être régalés du bouillon bien faisant, ils se disposent tous à partir. C'est ici que le tableau devient intéressant : des hommes et des femmes masqués sortent de tous les côtés, parcourant la rue de Belleville, les habits en désordres, crottés jusqu'aux genoux, la figure pâle et remplie de poussière ; des femmes hurlant, véritables bacchantes, excitant leurs maris à s'enivrer et leur en donnant l'exemple ; des menuisiers, des cordonniers, des marchands, des commis, des étudians, toute espèce de gens mêlant et confondant les conditions, et ne connaissant plus aucune distance ; des filles de joie, à pied ou en voiture découverte, proférant des paroles auxquelles les oreilles ne sont pas accoutumées ; des hommes trébuchant à chaque pas, se querellant, se battant, cherchant leurs femmes qu'ils viennent de perdre dans la foule, jurant, les traitant d'infidèles, en se servant de termes plus expressifs ; des chiffonniers se roulant par terre sans pouvoir se relever, des buveurs crians aux fenêtres et inondans les passans, des cris de joie, des paroles obscènes, des gestes et des manières dégoutans : voilà ce que l'on voit et ce que l'on entend pendant la matinée du mercredi des Cendres, voilà ce que l'on nomme la descente de la Courtille. Un célèbre voyageur prétendait que dans ce jour les Français étaient méconnaissables ; sans vouloir appuyer cette opinion, nous nous contenterons de dire qu'ils donnent une grande preuve de légèreté.

## Une œuvre de Richard Wagner en 1841

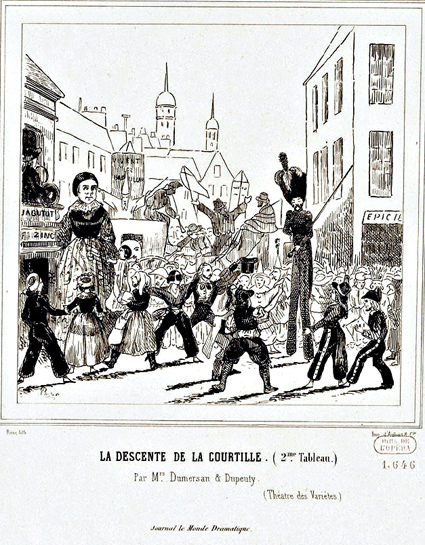
Lithographie de Roze : second tableau du vaudeville-ballet-pantomime La Descente de la Courtille, de Dumersan et Dupeuty (1841).

Richard Wagner composa à Paris, sans doute en janvier 1841, Descendons gaiement la courtille, une œuvre chorale pour le vaudeville-ballet-pantomime de Théophile Marion Dumersan et Charles Désiré Dupeuty, La Descente de la Courtille. Ce vaudeville fut donné au théâtre des Variétés le 20 janvier 1841. La composition, prévue pour la pantomime finale, fut trouvée si difficile à chanter que seule la musique fut jouée.
Ce chœur porte le numéro WWV 65 dans le catalogue des œuvres de Richard Wagner.

## La descente de la Courtille vue parL'Illustrationen 1843
L'Illustration écrit le 25 mars 1843 :
...courir à la montée de Belleville, contempler cette cohue poudreuse, avinée, titubante, qui a nom « Descente de la Courtille. » Cette foule sans nom, ces loques fangeuses, ces rouges trognes, ces bras nus, ces Romains inimaginables, ces Turcs à turbans de carton, que surmonte, en guise de croissant, une visière de casquette, ces bergères qui fument la pipe, ces marquis roulant dans le ruisseau, ces chevaliers du Moyen Âge qui se traînent le long des murs, ces troubadours rapiécés, tous ces gueux dignes de Callot, ce sont les masques des barrières qui regagnent leurs domiciles. Loin d'être sensible à l'honneur que lui fait l'orgie de Champagne en venant lui rendre visite, l'orgie du vin bleu reconnaît habituellement cette politesse par des nuages de farine et des poignées de boue lancés à la face de messieurs les beaux. Du haut des cabinets des Vendanges de Bourgogne, où ils ont établi leur quartier-général, ceux-ci répondent par une grêle de gros sous, d’œufs durs et de fruits crus. Le jour se lève sur ce tableau et met fin à la guerre civile.

## Une lettre de Victor Hugo à Juliette Drouet en 1849
En 1849, Victor Hugo écrit à sa maîtresse depuis 1833, Juliette Drouet, et au début de sa lettre rappelle un souvenir personnel de la Descente de la Courtille :
mardi gras – 20 février
Tu as raison, ce jour-ci est aussi un doux et charmant anniversaire. Je n’oublierai jamais cette matinée où je sortis de chez toi, le cœur ébloui, le jour naissait, il pleuvait à verse, les Masques déguenillés et souillés de boue descendaient de la Courtille avec de grands cris et inondaient le Boulevard du Temple. Ils étaient ivres et moi aussi ; eux de vin, moi d’amour. À travers leurs hurlements, j’entendais un chant que j’avais dans le cœur. Je ne voyais pas tous ces spectres autour de moi, spectres de la joie morte, fantômes de l’orgie éteinte, je te voyais, toi douce ombre rayonnante dans la nuit, tes yeux, ton front, ta beauté, et ton sourire aussi enivrant que tes baisers. O matinée glaciale et pluvieuse dans le ciel radieuse et ardente dans mon âme ! Souvenir ! Tout cela me revient en ce moment, au milieu, de cette autre foule de masques qu’on appelle l’Assemblée nationale, et qui, eux aussi, sont des fantômes. Je t’écris comme je te parlerais, au hasard, mais sûr de ne rien tirer de mon cœur, ô mon doux ange, qui ne soit de l’amour. Je t’envoie toute mon âme pour remplir tes rêves de cette nuit.

## La descente de la Courtille vue par un témoin en 1855
Extrait de Benjamin Gastineau « Le Carnaval ancien et moderne », Poulet-Malassis, Libraire-Éditeur, Paris 1862, pages 92, 98 (réédition de l'ouvrage du même, avec un titre différent : Histoire de la folie humaine, le carnaval ancien et moderne, paru chez Havard, Paris 1855) :
Une charge très-commune et très-goûtée des boulevards de Paris représente un couple misérable, avec chapeaux défoncés, robes et pantalons en lambeaux, regards de mendiant, figures barbouillées de suie. Cette charge de la misère obtient chaque année le plus grand succès à Paris : les gamins, les curieux, suivent par colonnes serrées les misérables époux en les raillant et en les outrageant jusqu'à satiété. C'est très-original sans doute... mais que pensez-vous d'un peuple qui se moque ainsi de sa misère ?
Ces scènes sont pourtant très inoffensives comparées à la descente de la Courtille, qui couronne dignement le carnaval. La descente de la Courtille ou la sortie du dernier bal de l'Opéra, comme vous voudrez, c'est une chose inouïe et confuse qui ne peut se rendre que par des hoquets et des soulèvements d'estomac. Quand un homme de sens a assisté à pareil spectacle, il ne lui reste plus qu'à demander son passe-port et à gagner au plus vite d'autres contrées moins civilisées. — Après avoir dansé, chaloupé et cancané aux bals masqués de la Courtille, à quatre sous le cachet ; après avoir galvaudé et gobelotté toute une nuit chez Desnoyers, chez Favié ou aux Folies de Belleville, ils ne sont pas encore satisfaits, il faut les expulser violemment des guinguettes où ils se complaisent à boire du trois-six en compagnie de femmes sans nom. Ils s'en vont ivres, écumant, jurant, chancelant sur chaque pavé. Tant pis pour ceux qui tombent !... on les foule aux pieds... La descente de la Courtille !... Figurez-vous une immense cohue-arlequine aux mille couleurs sortant déguenillée, pâle et sale, de l'orgie du petit bleu et du Cupidon frelatés, faisant des yeux de souris effarouchée au soleil qui éclaire leurs turpitudes de ses purs rayons, suant le dégoût par toutes les pores, vomissant des infamies sur tout ce qu'il y a de sacré, insultant Dieu, vertu, père, épouse, sœur, ponctuant les onomatopées, interrompant les phrases par des vomissements... Et les femmes ? Oh ! des femmes neutres, le bonnet de police sur l'oreille, la pipe culotée entre les dents, et déguisées en paillasses, en pierrettes, en titis, en poissardes, en vivandières... des femmes échevelées, crottées, déchirées, aux seins froissés, aux vêtements maculés. Des femmes qui s'engueulent, des femmes de je ne sais quelles impasses boueuses qui font honte à leurs cavaliers en jouant avec leurs jupons ; à tel point que j'ai vu plusieurs chicards laisser leurs moitiés en plan, comme ils disent, aux prises avec d'autres mégères et s'en aller tristes. Et cette foule en délire serpente dans la rue, dans le ruisseau, clapotant, chantant, hurlant, cancanant, grinçant, glapissant, grimaçant et s'accrochant aux liquoristes, aux marchands de trois-six, et rendant toute cette boisson, toute cette débauche, toute cette volupté de pourceau, en injures aux passants, en gestes impossible à traduire.
Ce sont des cris imitatifs des animaux, c'est une cacophonie diabolique. Les épithètes empruntés à Piron et au dictionnaire de la compagnie générale des vidanges viennent de tous côtés, de la chaussée, des fiacres, des croisées. Les spectateurs débraillés, les spectatrices décolletées et avinées aux fenêtres escortent leurs aimables paroles d'une grêle d'arlequins, débris de volaille, de poisson, de ragoût, qui tombent sur la tête des masques de la rue et que ceux-ci ramassent pour les jeter à la face des privilégiés traînés par des voitures de place.
Et après ? Après viennent les balayeurs, qui ont mal au cœur en nettoyant cette boue humaine, forcés qu'ils sont de donner un coup de pied à celui-ci, un coup de main à celui-là, sans savoir par où le prendre. Sur le champ de bataille de l'orgie, les uns sont ivres-morts, les autres gravement atteints. Certains enragés, qui voudraient éterniser le carnaval, reprochent aux autres masques d'abandonner le champ d'honneur. Ils crient à tue-tête contre les fuyards, jusqu'à ce qu'on les conduise entre quatre chandelles au poste le plus voisin. Ils y vont en chantant des refrains de cet acabit :
Pour rigoler, restons

Restons à la barrière !
Ou bien :
Mais n'attendons pas pour vivre

Que nous soyons chez les morts.
Et encore :
Pourquoi boirions-nous de l'eau,

Sommes-nous des grenouilles ?
Midi sonne. Paysannes, camargos, pompadours, financiers, débardeurs, sauvages, bergères, dominos, Robert-macaires, brigands, tous les masques rentrent chacun au logis. Les dandys y trouvent des protêts, des commandements et des cartes d'huissiers ; les mercenaires trouvent leur logement vide et froid : plus de pain sur la planche, plus de sou dans les tiroirs, plus rien !... Ah ! si... des enfants qui de leur galetas regardent ahuris leurs parents ivres.

## La fin annoncée en décembre 1859
La disparition de la descente de la Courtille à la suite de l'agrandissement de Paris en janvier 1860 est annoncée par une revue jouée au théâtre des Variétés en décembre 1859 et intitulée Sans queue ni tête. C'est la barrière de Belleville en personne qui prend la parole :
Quoi ! vous vous tairez,
Joyeux échos de Belleville,
Ou vous deviendrez
Maniérés
Et timorés.
Oui, c'est arrêté,
Et l'on va dans la grande ville,
Par moralité,
Emprisonner votre gaîté.
De l'île d'Amour,
Déjà l'on fait une mairie,
Et, depuis ce jour,
C'est un grave et triste séjour.
Dans ce restaurant,
Avant que l'on ne s'y marie,
Il est évident
Que l'on s'embrassait plus souvent.
C'était là, jadis,
Que Paul de Kock, d'après nature,
Peignit les commis,
Et les grisettes de Paris ;
Sans courir après,
Quand il cherchait une aventure,
Il disait : je vais
La trouver au Pré-Saint-Gervais.
Mais tout est fini,
Plus de baisers sous la charmille ;
Désormais, d'ici,
Le carnaval même est banni.
On supprime aussi
La Descente de la Courtille,
Ce joyeux torrent
Où Chicard criait : en avant !
Il faut dire adieu
Aux bals de Fabre et d'Idalie ;
Plus de cœurs en feu,
De gais refrains et de vin bleu.
Tout s'anoblira,
Et, dans Belleville anoblie,
On s'amusera
Comme on s'amuse à l'Opéra.
Paris grandira,
Mais de cette ville embellie,
Les plaisirs, je crois,
S'éloignent avec les octrois.
Lorsque nous voudrons
Chercher l'amour et la folie,
Nous reculerons
Jusqu'aux fortifications.
Pour vous conserver,
Joyeux échos de Belleville,
Pour vous préserver,
Je veux ici me soulever.

## Le point de vue de Guy de Maupassant sur la descente de la Courtille
Guy de Maupassant écrit en 1882 :
La descente de la Courtille était, il y a une cinquantaine d'années, le plus curieux moment du Carnaval. Le peuple, qui avait passé la nuit au milieu des saladiers à la française, rentrait le mercredi matin dans Paris, par le faubourg du Temple. Et c'était une cohue d'hommes et femmes encore ivres, hurlants et trinqueballants. Une autre foule l'attendait, celle des masques élégants ayant passé la nuit dans les restaurants à la mode, et les deux légions de pochards se regardaient, s'engueulaient et fraternisaient.